# Fleur-de-Lys (Malta)
Fleur-de-Lys – przedmieście, które stanowi część Birkirkary, jest również uważane za przedmieście Santa Venera i Qormi. Leży około 5 kilometrów od stolicy Malty, Valletty. Populacja Fleur-de-Lys wynosi około 2200 osób, a obszar jest bardzo mały.

## Historia

### Akwedukt Wignacourta

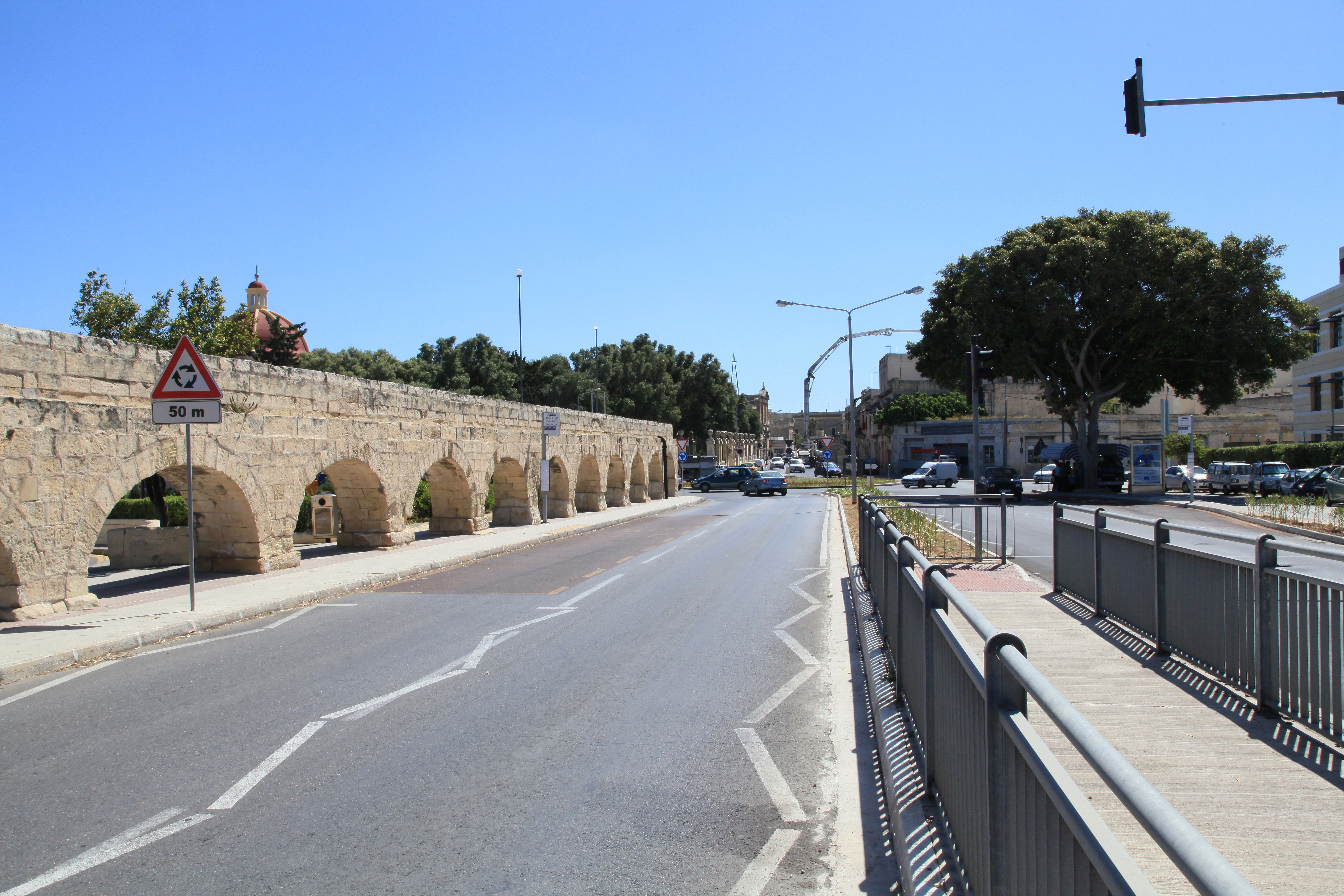
Akwedukt Wignacourta w Fleur-de-Lys

Początki Fleur-de-Lys sięgają pierwszej dekady XVII wieku. W 1610 wielki mistrz Alof de Wignacourt sfinansował budowę akweduktu, nazwanego jego imieniem, do transportu wody ze źródeł w Rabacie i Dingli do stolicy Valletty. Akwedukt ukończono w 1615, a w miejscu, w którym przecinał drogę, zbudowano ozdobną bramę znaną jako Łuk Wignacourta (lub Brama Fleur-de-Lys). Na szczycie znajdowały się trzy wyrzeźbione fleur-de-lis, jako heraldyczne symbole Wignacourta. Przedmieście zostało później nazwane na cześć tych heraldycznych symboli na łuku .
Podczas II wojny światowej brama została poważnie uszkodzona, gdy w 1943 uderzyła w nią ciężarówka RAF. W 1944 zrujnowana brama została zburzona, a kamienie ponumerowano i złożono w magazynach Wydziału Robót Publicznych. Na miejscu łuku wybudowano później rondo. Plany rekonstrukcji łuku były przygotowywane kilka razy, zanim zostały ostatecznie zatwierdzone w 2012. Lokalne rady Santa Venera i Birkirkary oraz Komitet Administracyjny Fleur-de-Lys nie mogły zgodzić się co do nazwy łuku, ostatecznie w 2014 przyjęły zatwierdzoną przez wszystkie strony nazwę „Łuk Wignacourta znany jako brama Fleur-de-Lys” (ang. The Wignacourt Arch Known As The Fleur-de-Lys Gate). Łuk został odbudowany w latach 2014–2015, a jego inauguracja odbyła się 28 kwietnia 2016.

### Rozwój przedmieścia

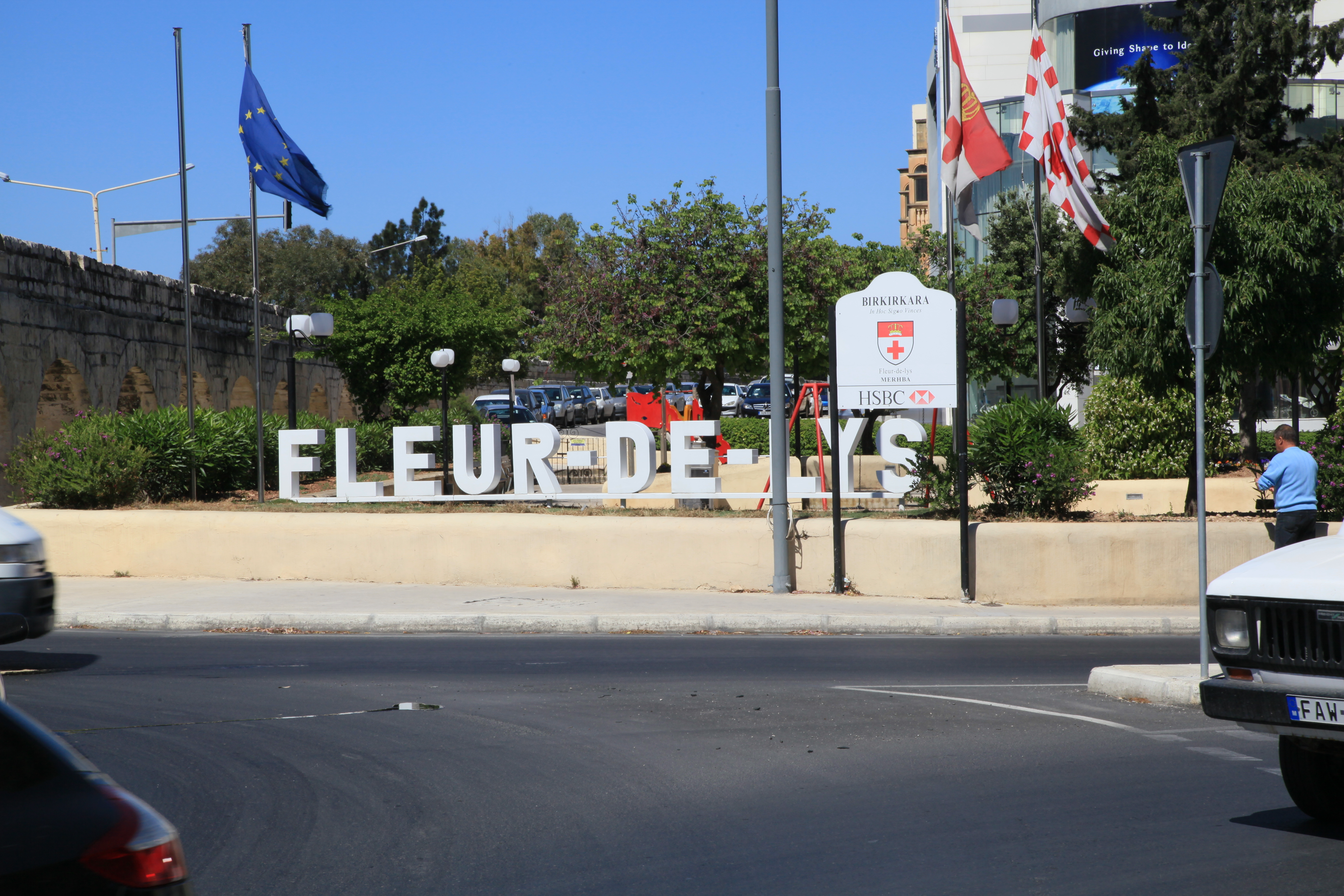
Teren rekreacyjny Fleur-de-Lys

Po wybudowaniu akweduktu w okolicy osiedliło się wielu rolników. Przez lata jedynymi budynkami były nieliczne zagrody otoczone polami.
Fleur-de-Lys zaczęła się rozwijać w czasie II wojny światowej. Wielu uchodźców z obszaru Grand Harbour uciekło na obszary wiejskie, w tym Fleur-de-Lys, po tym, jak teren portu został zniszczony przez bomby. Do 1941 Brytyjczycy zbudowali w rejonie baterię Fleur de Lys, uzbrojoną w artylerię przeciwlotniczą. W latach czterdziestych do Fleur-de-Lys przeniesiono różne urzędy państwowe. Po wojnie teren rozrósł się w małą osadę.
W 1946 zainaugurowano Kościół Matki Bożej z Góry Karmel we Fleur-de-Lys. Teren osady oddzielił się od Santa Venera w 1949, zaś w 1979 stał się samodzielną parafią. Później w Fleur-de-Lys zbudowano inne kaplice, w tym kaplicę w klasztorze Sióstr Najświętszego Serca i jedną w szkole św. Moniki.
Obecnie w przedmieściu znajduje się kilka małych sklepów, kościół parafialny, BOV oraz bank HSBC. Główna droga, Fleur-de-Lys Road, jest obecnie główną arterią lokalnego systemu ruchu drogowego.

## Zarządzanie
Fleur-de-Lys pozostaje integralną częścią rady lokalnej Birkirkary, jednak ma własną administrację w postaci Fleur-de-Lys Administrative Committee. Komitet Administracyjny Fleur-de-Lys został utworzony w grudniu 1999 na mocy nowelizacji ustawy o radach lokalnych z 1993. 